# Прудки (Грязинский район)
Прудки́ — деревня Фащёвского сельсовета Грязинского района Липецкой области.

## История
Основана в середине XVIII в. на месте существовавшего в более раннее время и заброшенного селения. В документах 1782 г. упоминается д. Климонтова (Прудки), что прежде была пустошь, 10 дворов, на правой стороне реки Двуречка. В 1911 году в деревне в 34 дворах проживало 267 человек (146 человек мужского пола и 121 женского). Деревня относилась к фащевскому приходу.

## Название
Название — по небольшим прудам, около которых селились крестьяне.

## Население
| 2010 | 2013 |
| ---- | ---- |
| 3    | ↗5   |